# Couvent des Cisterciennes d'Aix-en-Provence
Le couvent des cisterciennes d'Aix-en-Provence est une abbaye de bernardines réformées fondée en 1639 à Aix-en-Provence.

## Localisation
Le couvent a donné son nom à une rue d'Aix-en-Provence, la rue des Bernardines.

## Histoire
Le couvent des religieuses est fondé en 1639 par Philippine de Rousset, dame de Prunières et veuve de Gabriel d’Estienne de Saint-Jean, seigneur de Prunières et président à mortier du parlement de Provence. Elle en devient la seconde supérieure après la mort le 7 février 1657 de Louise de Ponsonnas venue de Grenoble avec quelques autres religieuses lors de la fondation.
La communauté ne fut jamais très nombreuse et il n’y a plus que six ou sept religieuses lorsque Mgr de Brancas, archevêque d’Aix, décide de supprimer le monastère en 1761. Celle-ci ne devient effective qu’en 1768 par son successeur Mgr de Boisgelin alors qu'il ne reste que trois sœurs dans le couvent. L’église qui n'a été construite qu'en 1690 est détruite à la Révolution après avoir servi de local en 1790 au club des Frères Anti-Politiques de l'abbé Rive.

## Architecture et description
Installé dans l'hôtel particulière de Philippine de Rousset, ce couvent urbain reste très modeste. Sa chapelle qui n'est construite qu'en 1690 est détruite un siècle plus tard.

## Filiation et dépendances
Fondé par celui de Grenoble le couvent des bernardines d'Aix-en-Provence est fille de Rumilly. 

## Liste des abbesses
- Louise de Ponsonnas (1639-1657) première abbesse.
- Philippine de Rousset (1657-16..) seconde abbesse.